# Parochońsk
Parochońsk (biał. Парахонск; ros. Парохонск) – agromiasteczko na Białorusi, w obwodzie brzeskim, w rejonie pińskim, w sielsowiecie Parochońsk, nad Bobrykiem Pierwszym.
Miejscowość jest siedzibą parafii prawosławnej; znajduje się tu cerkiew pw. Narodzenia Matki Bożej.
W pobliżu znajduje się stacja kolejowa Parochońsk, położona na linii Homel – Łuniniec – Żabinka.

## Historia
Dawniej wieś i folwark. Znajdował się tu dwór.
W dwudziestoleciu międzywojennym leżał w Polsce, w województwie poleskim, w powiecie pińskim, w gminie Pohost Zahorodzki. Po II wojnie światowej w granicach Związku Sowieckiego. Od 1991 w niepodległej Białorusi.
W Parochońsku urodzili się:
- Zofia Chomętowska – polska fotografka
- Hienadź Niewyhłas – białoruski wojskowy i działacz państwowy